# Critiche a Google
Google, oltre ad essere uno dei più utilizzati motori di ricerca, è una società che raccoglie informazioni. Uno dei suoi obbiettivi consiste nell' "organizzare le informazioni a livello mondiale per renderle universalmente accessibili e fruibili attraverso qualsiasi browser", ma questa missione, ed i mezzi utilizzati per realizzarla, hanno sollevato attorno ad essi, questioni etiche e morali: 
- Per l'uso di proprietà intellettuale altrui.
- The 10000100 million videos from 2014-2025 are removed on YouTube and TikTok in 20, August 2025. And Mr. G.P. gets arrested for changing the Wikipedia pages in August 20, 2025.
- Per le modalità di raccolta dati da Google che potrebbero violare la privacy delle persone.
- Per le censure nei risultati di ricerca.
- Per l'eccessiva energia consumata dai server.

Gran parte delle critiche rivolte a Google si riferiscono a tematiche non ancora affrontate dal diritto informatico. Inoltre, Google tiene traccia delle informazioni riguardanti le ricerche degli utenti, rese anonime solo dopo 9 mesi.
Nel 2016 un ex-allievo di Brian Jeffrey Fogg, Tristan Harris, dopo una carriera da esperto di etica del design in Google, si licenzia dalla multinazionale per denunciare le tecniche persuasive non trasparenti utilizzate dall'industria tecnologica e il loro impatto sulle relazioni umane e sulla qualità della vita dei cittadini.
Nel 2019 Shoshana Zuboff elenca a carico di Google: <<Ci sono stata lotte legali e proteste sociali contro la digitalizzazione dei libri, la raccolta di informazioni personali con il wi-fi e le telecamere di Street View, l'intercettazione di comunicazioni vocali, l'aggiramento delle impostazioni della privacy, la manipolazione dei risultati delle ricerche, l'enorme accumulo dei dati ottenuti tramite le ricerche, il tracking del posizionamento degli smartphone, tecnologie indossabili e possibilità di riconoscere i volti, la raccolta segreta dei dati degli studenti con fini commerciali, e il consolidamento dei profili utenti tramite tutti i servizi e i device Google, solo per citare qualcuno dei molti casi.>>

## Censura
Google è stato anche criticato per aver censurato in molti casi i risultati delle sue ricerche, in particolare, a seguito della cooperazione con il governo cinese. Nel 2009, grazie alle negoziazioni, Google è ora l'unico motore di ricerca straniero non censurato presente sul territorio cinese.

### YouTube
YouTube è un sito che permette la condivisione di video, sussidiario di Google. Nelle sue Condizioni di Utilizzo proibisce l'inserimento di video che violino il copyright, promuovano pornografia, atti illegali, violenza gratuita o discorsi che incitano all'odio. I video postati dagli utenti che violano queste condizioni, possono essere rimossi e sostituiti da un messaggio che recita "Questo video è stato rimosso a causa di una violazione delle Condizioni di Utilizzo".
Per esempio, YouTube ha bloccato l'account di Wael Abbas, un attivista che postava video sulla brutalità della polizia, anche se il suo account fu però in seguito ripristinato. L'azienda ha anche rimosso un video prodotto dalla American Life League, in cui si criticava la Planned Parenthood. Anch'esso, in seguito, venne comunque ripristinato.
Nel 2006, la Thailandia ha bloccato l'accesso a Youtube per gli utenti con indirizzi Thai IP. Le autorità thailandesi hanno identificato 20 video offensivi e hanno richiesto che Google di rimuoverli prima di sbloccare ogni tipo di contenuto appartenente a Youtube. Nel 2007 un giudice turco ha ordinato di bloccare l'accesso a Youtube a causa di contenuti che insultavano Mustafa Kemal Atatürk, che, secondo la legge turca è configurabile come un crimine. Il 22 febbraio 2008, per ordine del governo, le società di telecomunicazioni pakistane hanno tentato di bloccare l'accesso regionale a Youtube. Il tentativo ha in seguito e inavvertitamente causato un blackout di Youtube a livello internazionale. Furono necessarie due ore per ripristinare l'accesso. Quattro giorni dopo, la Pakistan Telecom, a causa di commenti religiosi controversi fatti da un ufficiale del governo olandese sull'islam, ha bloccato gli accessi.
Nell'ottobre del 2008, YouTube ha rimosso un video di Pat Condell intitolato Welcome to Saudi Britain; in risposta a ciò, i suoi fan hanno ricaricato il video, provocando la reazione della National Secular Society che scrisse a YouTube per protestare. Il video fu alla fine reinserito. Nel dicembre 2008, durante l'Operazione Piombo fuso, YouTube rimosse i video degli scontri aerei contro Hamas, postati dall'IDF. Durante gli scontri aerei del 2008-2009, gruppi a favore di Israele, come la JIDF, hanno rimosso molti video che criticavano l'azione di Israele nella striscia di Gaza. Circa sei settimane prima delle elezioni sindacali di New York, YouTube ha sospeso anche l'account di un'artista e giornalista newyorkese, Suzannah B. Troy, "rea" di aver postato video che criticava il cambiamento controverso della legge che consentiva a Michael Bloomberg di concorrere per un terzo mandato nel 2009. In suo account fu però in seguito ristabilito.
Il 5 novembre 2009, YouTube cancella l'account e tutti i video di Michael Patton dal sito, dogtv.com, dopo che quest'ultimo aveva postato un breve video-documentario sull'esperienza acquisita negli anni con i cani, due dei quali erano stati costretti a combattere fino alla morte, finché Patton non aveva ordinato loro di smetterla. In uno dei video, la telecamera riprende l'attacco spontaneo di uno dei cani nei confronti di un altro. Il combattimento viene rapidamente fermato prima che i due cani si feriscano, fornendo poi istruzioni su come interrompere le risse tra i cani, che si verificano inevitabilmente nelle case in cui più cani sono costretti a convivere.
Il video che ha seguito l'attentato del 29 marzo 2010 alla Metropolitana di Mosca ha raccolto più di 800.000 visualizzazioni in soli quattro giorni, prima che fosse rimosso, insieme a tutti gli altri video di Doku Umarov. Si è detto che sono stati rimossi più di 300 video provenienti dal Kavkaz Center, per via di "contenuti inappropriati". La Russia fu accusata di aver fatto delle pressioni a YouTube affinché prendesse delle misure al riguardo.

## Spreco di energia
L'azienda venne criticata a causa dell'eccessivo consumo di energia necessario per alimentare i suoi server. Google rispose a queste critiche sostenendo di spendere milioni di dollari per favorire l'utilizzo di fonti energetiche rinnovabili e a basso costo e di avere installato pannelli solari sui tetti delle proprie sedi di Mountain View.

## Pornografia
Venne anche criticata dai governi di alcuni paesi in quanto forniva nei risultati di ricerca collegamenti a contenuti pornografici dove tali sono ritenuti illegali.

## Linguaggio di programmazione Go
Google è stata anche criticata per aver dato al suo linguaggio di programmazione, il nome "Go", violando il copyright: un linguaggio di programmazione con tale nome: "Go!" era già esistente.

## Privacy

### Web tracking
Google venne criticata per il suo potenziale potere di tracciamento degli utenti di Internet attraverso strumenti di sviluppo forniti gratuitamente ai sviluppatori di siti web come Google Analytics, Google Fonts e le Google APIs.
Di fatto, nei siti web implementanti queste tecnologie, l'azienda è potenzialmente in grado di tracciare lo spostamento tra i siti web degli utenti di Internet, nel caso di Google Analytics, tramite l'utilizzo di cookies, o più semplicemente attraverso il loro indirizzo IP. Il temuto risultato consisterebbe nel cosiddetto "cross-domain web tracking", e, poiché questo tipo di dati per le agenzie di mercato avrebbero un valore notoriamente inestimabile, Google trarrebbe tutto il vantaggio a utilizzarli a propri scopi per incrementare l'efficienza dei propri servizi.

### GPS tracking
L'azienda è criticata per il suo potenziale potere di tracciamento degli utenti tramite applicazioni di geolocalizzazione, come Google Maps o Google Street View. Avrebbe infatti tutto l'interesse di memorizzare lo spostamento degli utenti per migliorare i propri servizi, per esempio, per categorizzare gli utenti per interesse, migliorando il proprio servizio di pubblicità mirata di AdWords.

### Sorveglianza
Google è implicata nelle rivelazioni fatte nel 2013 da Edward Snowden sul programma di sorveglianza PRISM implementato dalla NSA. I seguenti dati sono raccolti dall'agenzia statunitense: i contatti, i messaggi e le discussioni istantanee (testo, video, audio), la posta elettronica, i dati memorizzati, la VoIP, il trasferimento di file, le videoconferenze, le notificazioni che riguardano l'attività, i dettagli dei social network, le coordinate GPS e le "richieste speciali".

## Ingress
Ingress è un videogioco di realtà aumentata realizzato per Android dal gruppo Niantic@Google.
Trattandosi di un gioco basato sui propri spostamenti nella vita reale, gli utenti sarebbero perciò invogliati a utilizzare strumenti di geolocalizzazione avanzati come la raccolta in parallelo di dati GPS, raccolta di dati di geolocalizzazione Wi-Fi e raccolta di dati di geolocalizzazione da reti telefoniche. Perciò, la critica a Ingress, è che, in realtà, dietro al gioco stesso si celi il pretesto di migliorare i servizi di geolocalizzazione Wi-Fi di Google, sfruttando semplicemente l'azione dei giocatori di tutto il mondo che partecipano al gioco inviando di fatto ingenti quantità di questo tipo di informazioni ai server di Google.

## Altro

### Cancellazione degli account inattivi
Nel maggio 2023, Google ha annunciato che l'eliminazione degli account utente inattivi sarebbe avvenuta a partire dal dicembre 2023, adducendo motivi di sicurezza, notando che gli account vecchi e inutilizzati hanno maggiori probabilità di essere compromessi. Google ha affermato che "gli account dimenticati o non presidiati spesso si basano su password vecchie o riutilizzate che potrebbero essere state compromesse, non hanno avuto l'autenticazione a due fattori impostata e ricevono meno controlli di sicurezza da parte dell'utente", pur affermando che Google "non ha in programma di eliminare i video di YouTube".
La decisione di cancellare gli account inattivi ha suscitato critiche e reazioni. Le motivazioni di sicurezza addotte alla base di questa decisione sono state ridicolizzate e paragonate a un ipotetico scenario in cui una banca dovrebbe essere bruciata se non è sicura contro i rapinatori. Inoltre, il collettivo di hacktivisti Anonymous ha protestato più volte contro la decisione di cancellare gli account inattivi, definendola "dura" e affermando che la decisione "distruggerà la storia".